# Riki Alba
Riki Tomas Alba, född 2 mars 1995, är en norsk-dominikansk fotbollsspelare som spelar för Las Vegas Lights. 

## Klubbkarriär
Albas moderklubb är SF Grei. Han gick som ung över till Skeid, därifrån han värvades som 15-åring till Vålerenga IF i juni 2010. Alba gjorde nio på mål på 14 matcher för Vålerengas andralag i 2. divisjon 2014. Under hösten 2014 var han utlånad till Nest-Sotra IL. 2015 lånades Alba ut till Adeccoligaen-klubben Bærum SK, där han gjorde nio mål och tre assist.
I februari 2016 lånades han ut till Varbergs BoIS. Alba debuterade i Superettan den 2 april 2016 i en 2–1-vinst över Åtvidabergs FF, där han i den 56:e minuten byttes in mot Nsima Peter. I juni 2016 bröts låneavtalet i samförstånd.
I december 2016 gick Alba till Asker. Den 30 augusti 2019 värvades Alba av Fredrikstad FK, där han skrev på ett halvårskontrakt. Den 17 november 2019 förlängde Alba sitt kontrakt med två år. Den 8 september 2021 förlängde Alba sitt kontrakt med Fredrikstad ytterligare två år.
I februari 2024 värvades Alba av amerikanska USL Championship-klubben Las Vegas Lights.

## Landslagskarriär
Alba spelade 24 ungdomslandskamper samt gjort två mål för Norge mellan 2010 och 2012.
Den 13 oktober 2023 debuterade Alba för Dominikanska republikens landslag i en 5–0-vinst över Barbados, där han blev inbytt i den 73:e minuten och därefter även gjorde sitt första mål.